# Cyrilla coriacea
Cyrilla coriacea är en tvåhjärtbladig växtart som beskrevs av Berazaín. Cyrilla coriacea ingår i släktet Cyrilla och familjen Cyrillaceae. Inga underarter finns listade i Catalogue of Life.